# Trichilia trifolia
Trichilia trifolia là một loài thực vật có hoa trong họ Meliaceae. Loài này được L. miêu tả khoa học đầu tiên năm 1759.